# 38e brigade d'infanterie navale
Pour les articles homonymes, voir 38e brigade.
La 38e brigade d'infanterie navale (en ukrainien : 38-ма окрема бригада морської піхоти, abrégé en 38 ОБрМП ; numéro d'unité militaire A4765) est une grande unité de l'infanterie navale ukrainienne.

## Création
En février 2023 la brigade est créée sur la base du 503e bataillon d'infanterie navale (uk). Elle est notamment équipée d'AMX-10 RC (livrés par les Français), de BMC Kirpi (turcs) et d'Humvee (étasuniens). En décembre 2023, le ministère de la Défense britannique annonce sur Twitter le transfert de 20 Bandvagn BvS 10 (Viking).

## Historique des batailles
Dans le cadre de la contre-offensive ukrainienne de 2023, la brigade est engagée avec les autres brigades de marine au sud-est de Velyka Novossilka (dans l'oblast de Donetsk), progressant très peu face au village de Novodonetske. Elle participe à la reprise du village d'Ourojaïne (uk) le 16 août.

## Structure

### Ordre de bataille
- État-major de la brigade, avec la compagnie de protection du QG ;
- 1re bataillon d'infanterie de marine ;
- 2e bataillon d'infanterie de marine ;
- 3e bataillon d'infanterie de marine ;
- 503e bataillon d'infanterie de marine (uk),  Pour le Courage et la Bravoure[5] ;
- bataillon de chars (des T-72EA) ;
- groupe d'artillerie de la brigade :
  - batterie de contrôle et d'acquisition de cibles ;
  - division (дивізіон)[Note 1] d'artillerie automotrice (2S1 Gvozdika) ;
  - division de lance-roquettes multiples ;
  - division antichar ;
  - bataillon antiaérien ;
- compagnie de reconnaissance (sur AMX-10 RC) ;
- bataillon du génie navale ;
- bataillon logistique ;
- bataillon de maintenance navale ;
- compagnie de tireurs d'élite ;
- compagnie de transmissions ;
- compagnie de guerre électronique ;
- compagnie de radar ;
- compagnie médicale (soins et évacuation) ;
- compagnie de protection NBC[6].

## Traditions

Évolution des insignes
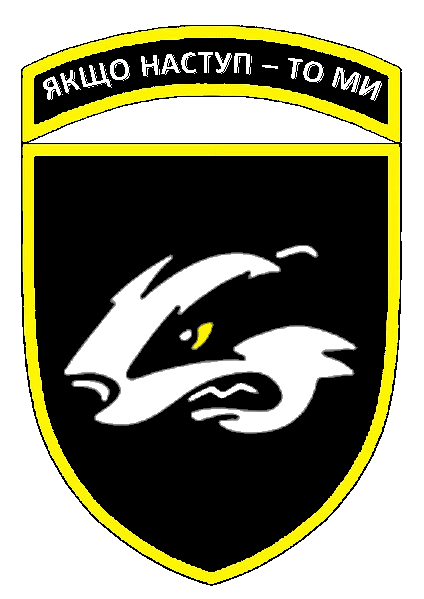
503e, ancien modèle.
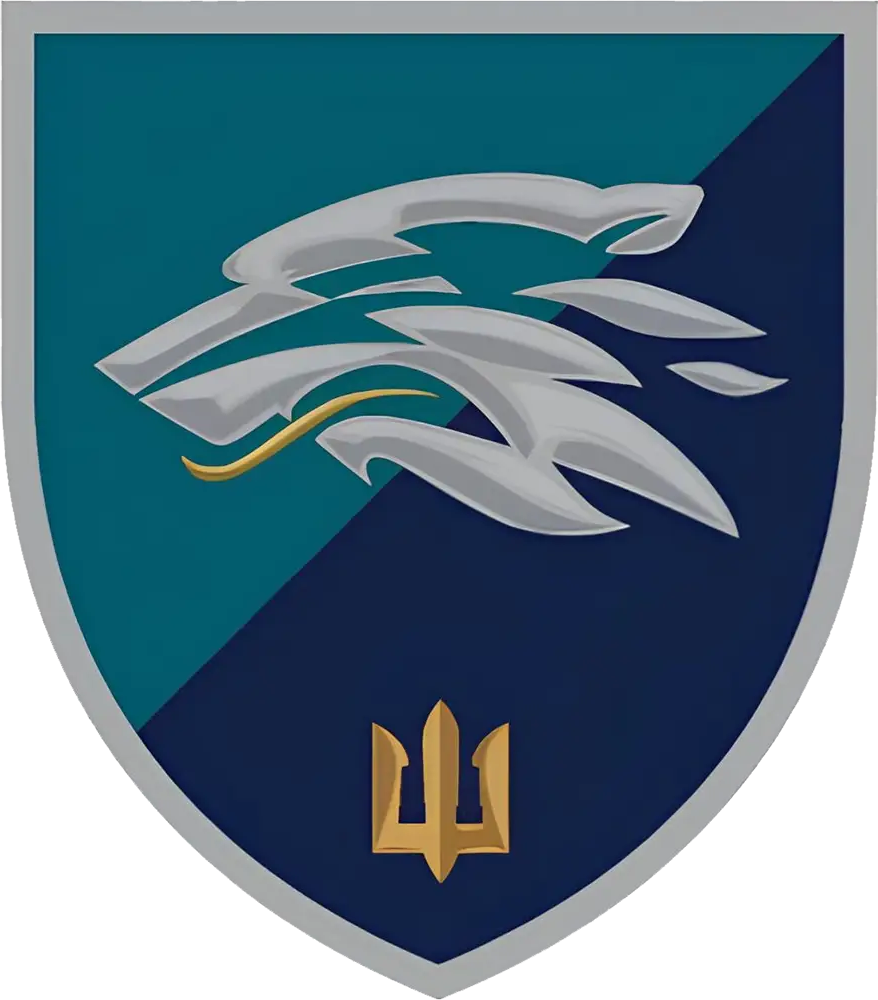
503e, depuis juillet 2023.
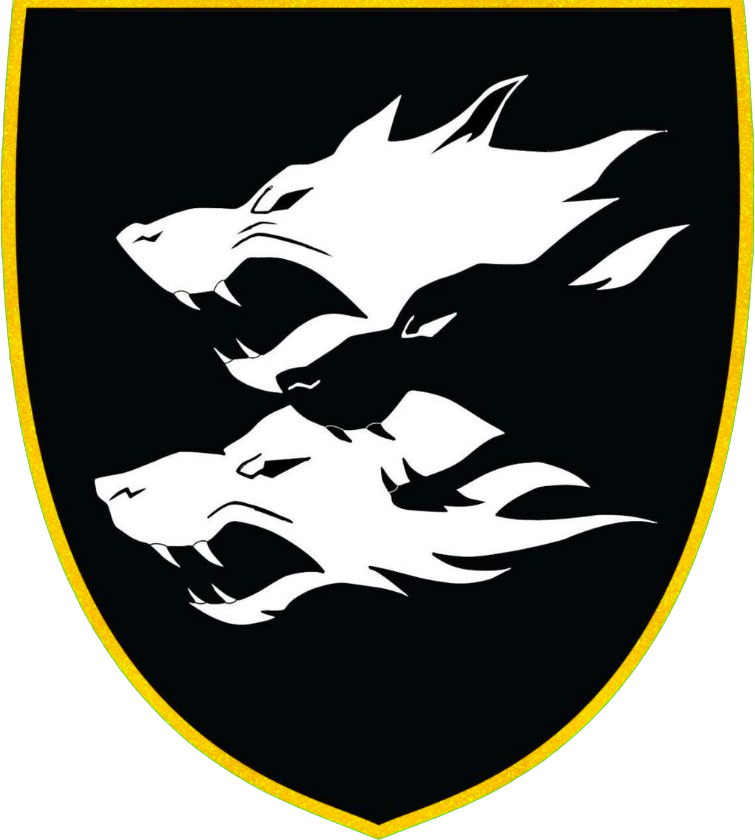
Brigade en mai 2023.
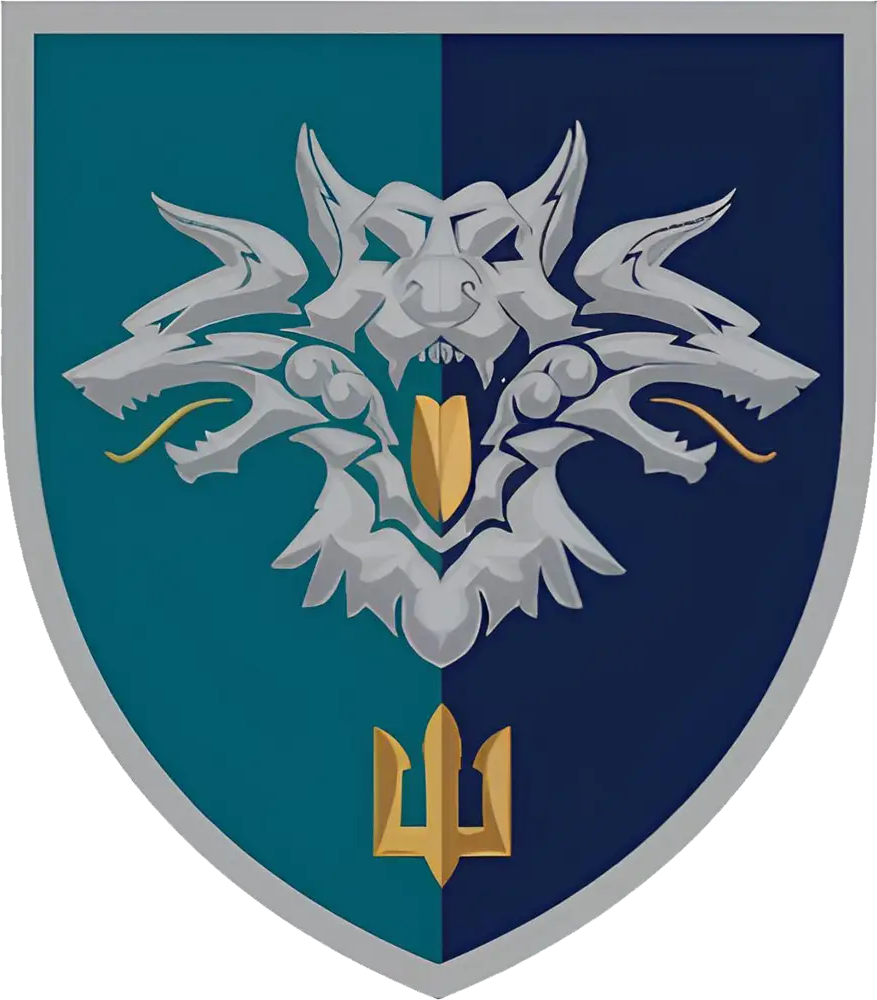
Brigade depuis juillet 2023.